# Hibiscus fluminis-aprili
Hibiscus fluminis-aprili är en malvaväxtart som beskrevs av Oskar Eberhard Ulbrich. Hibiscus fluminis-aprili ingår i Hibiskussläktet som ingår i familjen malvaväxter. Inga underarter finns listade i Catalogue of Life.